# Lisa Backwell
Lisa Backwell (Bristol, Inglaterra; 28 de octubre de 1990) es una actriz británica, conocida por su papel de Pandora Moon en la exitosa serie británica Skins del canal E4 en Reino Unido.

## Biografía
Hizo su debut en 2008, como actriz invitada en la serie Skins al final de la segunda temporada. Cuando la serie regresó en 2009 para una tercera temporada, sólo ella y Kaya Scodelario permanecieron en el reparto. Posteriormente, se les unió un nuevo elenco para la tercera temporada, que se estrenó el 22 de enero de 2009 en Inglaterra. Su personaje fue Pandora Moon, que conoció a Effy en el colegio, quien se convirtió en poco tiempo en su mejor amiga. En la tercera temporada, Pandora conoce a Thomas, un muchacho de África que trabaja de limpiador en el colegio y después se convierte en su novio, comenzando así una serie de conflictos.

## Filmografía
| Año       | Película  | Papel        |
| --------- | --------- | ------------ |
| 2012      | Endeavour | Anne Porter  |
| 2008-2010 | Skins     | Pandora Moon |